# 昭慈皇后 (陳英宗)
昭慈皇后（越南语：／；13世纪—1359年），姓陳氏（越南语：／），越南陳朝陳英宗陳烇皇妃，陈明宗陈奣的母亲。
陳氏是保义大王陳平仲的女兒，陳英宗興隆八年（1300年）八月廿一日，陳氏生皇子陳奣，封徽姿皇妃（越南语：／）。興隆二十二年（1314年），陳英宗讓位給皇太子陳奣，是為陳明宗。陳明宗大慶七年（1320年）三月十六日，陳英宗驾崩于天長府重光宫，奉安於聖慈宫。徽姿皇妃從駕未得乘輦，保慈皇后以所乘之輦相賜。發天長保慈太后舶引䌫八艘，徽姿皇妃百二艘。掌禁軍有希帝㫖者，以引䌫加繫於皇妃船。將軍陳祐说：「太后舶引䌫八艘，陳家制也，所以明上下之分。」即拨劎斬䌫。大慶八年（1321年）春，陳明宗尊順聖保慈太上皇后為順聖保慈皇太后，親生母徽姿皇妃為徽姿太皇妃（越南语：／）。陳裕宗大治二年（1359年）四月，昭慈皇太妃薨，陳裕宗追尊祖母为昭慈皇太后（越南语：／）。